# La conquista de Califòrnia
La conquista de Califòrnia (títol original: California Conquest) és una pel·lícula de western estatunidenca de 1952 dirigida per Lew Landers i protagonitzada per Cornel Wilde i Teresa Wright. Està doblada al català.

## Argument
A la dècada de 1840, la majoria dels californians volen que el seu estat s'allunyi de Mèxic i possiblement unir-se als EUA, però Rússia, Gran Bretanya i França pretenen quedar-se Califòrnia per ells mateixos.

## Repartiment
- Cornel Wilde com Don Arturo Bordega
- Teresa Wright com Julie Lawrence
- Alfonso Bedoya com José Martínez
- Lisa Ferraday com Helena de Gagarine
- Eugene Iglesias com Ernesto Brios
- John Dehner com Fredo Brios
- Ivan Lebedeff com Alexander Rotcheff
- Renzo Cesana com Fr. Lindos
- Baynes Barron com Ignacio
- Rico Alaniz com Pedro